# SpongyaBob magazin
A SpongyaBob magazin a SpongyaBob Kockanadrág című rajzfilmsorozattal foglalkozó újság. A magazin első száma 2007. februárban, az utolsó pedig 2010. júliusban jelent meg. Később, 2015. április 27-én újraindult a magazin egy másik kiadónál.
A magazin többek között tartalmaz képregényeket, tudnivalókat a rajzfilmről, posztert, vicceket, fejtőröket, témákat SpongyaBob módra és be lehet küldeni rajzokat, illetve minden számhoz járt ajándék. 2010 márciusig havonta jelent meg, márciustól júliusig pedig 2 havonta.

## Rovatai
SpongyaBob hősök
SpongyaBob szereplők kalandjait írja le, többek között ide tartozik a több részes "Félszem, a kalóz a kalózokról" képregénysorozat, ennek Bolygó Hollandis változata, illetve a "Minden idők legnagyobb kalózlódításai" is, ami kalózok történetét mutatja be. (Olyanokét, akik a "Vendégségben Spongyabobnál" c. részben szerepeltek)
Képregény
Minden szám tartalmazott képregényt is, általában 2-3 darabot, ritkább esetben 4-et vagy 5-öt. 2007 júniustól minden számban található volt egy epizód alapján készült képregényt is. (A júniusiban pl. az "Uborka" c. rész alapján készült képregény volt megtalálható.)
SpongyaBob világa
Kis érdekességek SpongyaBob világából. (pl. a Víz alatti sportról, a víz alatti húsvétról stb.)
SpongyaBobságok
Viccek és rövid, vicces képregények.
SpongyaBob tudnivalók
Ide sorolható pl. Puff asszony 3 számon át tartó tanítása az őskorról.
Rajongóink alkotásai
Ide küldhették be a rajongók saját SpongyaBob rajzukat.
SpongyaBob fejtörő
Fejtörők és rejtvények. Ide tartozik a minden számban benne lévő "Patrik játékos rejtvényei" is, amiben szintén fejtörők vannak, Patrik kommentárjával.
SpongyaBob történetek
Az "Igazság vagy hazugság" című minden számban benne lévő kérdések, illetve a "Három mellé egy találat" sorolható ide. (A megfejtés rendszerint a magazin hátoldalán található meg, a magazin következő számát bemutató lapon.)

## Különszámok
A magazinhoz megjelent 4 különszám 2008. januárja és decembere között. Ezek általában csak képregényekből álltak, valamint mellékelve volt egy óriásposzter is.
Emellett 2008-ban megjelent egy keményborítós könyv Spongyabob Kockanadrág Nagykönyve címen.